# Mont Taupiri
 (juin 2018).
Si vous disposez d'ouvrages ou d'articles de référence ou si vous connaissez des sites web de qualité traitant du thème abordé ici, merci de compléter l'article en donnant les références utiles à sa vérifiabilité et en les liant à la section « Notes et références ».
Le mont Taupiri est une montagne située à l’extrémité sud de la chaîne Taupiri dans la région de Waikato dans l'île du Nord de la Nouvelle-Zélande. C'est le point culminant de la région avec 288 mètres d'altitude. Le mont Taupiri se trouve au nord de la localité de Taupiri.
Le mont Taupiri est une montagne sacrée et un cimetière pour la tribu Waikato du peuple maori. Jusqu'au XIXe siècle, se trouvait au pied du mont Taupiri la localité de Kaitohehe, une grande ville maorie. Au début du XIXe siècle, Kaitohehe était le domicile de Potatau Te Wherowhero qui devint le premier roi maori. Le cimetière se trouve au-dessus de la route nationale 1 et de la principale voie ferrée de l'île du Nord. Les rois et reines maoris décédés y sont enterrés dans la partie la plus élevée du cimetière, là ou se trouvait le pa de Te Putu.